# Odontodes aleucoides
Odontodes aleucoides là một loài bướm đêm trong họ Noctuidae.